# Snoop Dogg (What's My Name Pt. 2)
Snoop Dogg (What's My Name Pt. 2) è un brano musicale rap di Snoop Dogg, primo singolo estratto dall'album Tha Last Meal.

## Video musicale
Il video è stato diretto da Chris Robinson.

## Classifiche
| Classifica (2000)         | Posizione massima |
| ------------------------- | ----------------- |
| Paesi Bassi               | 58                |
| Regno Unito               | 13                |
| Stati Uniti               | 77                |
| Stati Uniti (R&B/hip-hop) | 20                |